# Ноћ музеја
Ноћ музеја је манифестација која се под различитим варијацијама основног назива, и у различитим терминима, понегде и више пута годишње, одржава у више земаља Европе.

## Историја
Прва Ноћ музеја одржана је у Берлину 1997. године под називом Дуга ноћ музеја  и врло брзо је постала популарна у многим државама. Овакве манифестације су се великом брзином прошириле по Европи, тако да су почеле да се масовно организују било као национална, било као регионална и/или локална програмска дешавања, у различитим терминима. 
Основна идеја Ноћи музеја је да се широј публици, а пре свега младима, омогући да музеје посете ван редовног музејског радног времена, у време које уобичајено посвећују забави. Да би се музејска делатност додатно популаризовала у тим вечерима се за публику, поред отварања врата сталних поставки и повремених тематских изложби, организују и разноврсни едукативни, културни и забавни аниматорски програми.  Неретко се омогућује или потпуно бесплатан улаз, или се улазнице наплаћују по симболичној цени, с тим што важе за све музејске и галеријске институције у граду и његовом окружењу.

### Европска ноћ музеја
Пошто су овакве манифестације постале популарне у многим европским градовима, из Француске је 2004. године потекла идеја да се, поред бројних других, националних и локалних, организује и јединствена Европска ноћ музеја, увек у исто време - у суботу која је најближа 18. мају као Међународном дану музеја, с тим што њено организовање не негира и могућност и потребу организовање националних и локалних манифестација у другим терминима, а под другим, истим и/или сличним називима. 
Према подацима организатора у организацију Европске ноћи музеја се 2011. године укључило преко 2000 музеја из 42 земље. У Европској ноћи музеја 2011, у Србији, учествовало је 65 градова и општина са 315 музеја, галерија и других институција културе и више од 400 разноврсних догађаја. У оквиру Европске ноћи музеја српска манифестација је по броју места, локација и посетилаца на трећем месту, после Француске и Русије. Међутим, поред Европске ноћи музеја у Србији се, за сада, не организују у континуитету друге сродне националне и/или локалне манифестације.

## Ноћ музеја у Србији
Прве Ноћи музеја су у Србији организоване током првих година овога века у појединим локалним музејима, и то спорадично и без већег медијског одјека, углавном у оквиру других градских манифестација. Тако је Народни музеј Ваљево Ноћ музеја организовао 2002, 2003, 2004. и 2005. године у склопу летње градске манифестације Тешњарске вечери, последње вечери њеног одржавања, а под називом Вече музеја. 
У Београду је Ноћ музеја, као самостална манифестација, а уз велике додатне промотивне активности, први пут одржана 17. априла 2005. године.
Прва Европска ноћ музеја у Србији, одржана је 19. маја 2007. године, и била је посебно значајна јер се проширила ван Београда. Уз подршку Министарства културе и информисања Србије и Француске реализована је у још девет градова, у 80 различитих простора и са посетом од 320.000 посетилаца.
Због велике популарности и интересовања, број градова који учествују у  Европској ноћи музеја се повећавао из године у годину. Врата својих музеја и галерија, поред Београда, сад већ уобичајено отварају у: Нови Сад, Шабац, Ваљево, Ниш, Панчево, Крагујевац, Краљево, Јагодина, Зрењанин, Сомбор, Кикинда, Пожаревац, Чачак, Суботица, Ужице, Сирогојно, Кладово, Врбас, Зајечар и Врање. У Ноћи музеја 2013. године учествовало је више од 150 институција у 68 градова и места широм Србије.

## Ноћ музеја у Босни и Херцеговини
Ноћ музеја и Европска ноћ музеја (18. мај) у Босни и Херцеговини се обиљежавају од 2006. године. У манифестацију су укључене сљедеће институције Музеј Републике Српске, Музеј савремене умјетности Републике Српске, Музеј Семберије у Бијељини, Музеј Херцеговине у Требињу, Музеј Старе Херцеговине, Земаљски музеј Босне и Херцеговине, Историјски музеј Босне и Херцеговине, Музеј Сарајева, Градски музеји Сарајева, Музеј књижевности и позоришне умјетности Босне и Херцеговине, Уметничка галерија Босне и Херцеговине, Музеј модерне умјетности (Мостар), Музеј Источне Босне у Тузли и други.
Организатор ових манифестација је ИКОМ БиХ у координацији са босанскохерцеговачким музејима.

## Ноћ музеја у европским земљама
Дуга ноћ музеја је назив познат у Аустрији, Немачкој, Енглеској (The Long Night of Museums / Die Lange Nacht der Museen), Бугарској и Норвешкој.
После настанка у Берлину Ноћ музеја се, као својеврстан Open Source догађај, врло брзо шири по европским градовима. Организује се у различитим периодима, од стране различитих организатора, и уз различите варијације основног назива: Ноћ музеја, Дуга ноћ музеја, Кратка ноћ музеја, Плава ноћ, Плава ноћ музеја, Ноћ музеја и галерија, Ноћ музеја, галерија и цркава, Музејска ноћна грозница, Ноћ музејског изненађења, Музејски ноктурно. 
Тако се Ноћ музеја у Хрватској организује увек крајем јануара, и то у организацији Хрватског музејског друштва. У Бриселу се овакве манифестације организују више пута годишње. Тако, током фебруара се организују под називом  Музејска ноћна грозница (енгл. Museum night fever), а крајем септембра и децембра као Музејски ноктурно (енгл. Brussels museums Nocturnes). Иза обе манифестације, као водећи суорганизатор стоји Савет музеја Брисела. 
Само неке од ових манифестација су:
- Дуга ноћ музеја у Берлину, Келну, Франкфурту, Штутгарту, Диселдорфу, Минхену, Хамбургу, Хајделбергу, Манхајму, Каселу и другим градовима Немачке.[10]
- Непроспавана ноћ (фр. Nuit Blanche) у Паризу и Ноћ музеја (фр. La Nuit des Musées) у Француској.[11]
- Музеји – број 8 (дан. Museums-N8) догађај у Амстердаму.[12]
- Координиране Дуге ноћи музеја у Аустрији, Италији и Лихтенштајну.[13]
- У Швајцарској Дуге ноћи музеја одржавају се у Базелу, Берну, Луцерну, Цириху.
- Ноћ музеја (пољ. Museums at Night) Noc Muzeów у Пољској.[14]
- Ноћ музеја (мађ. Múzeumok Éjszakája) у Будимпешти и широм Мађарске.[15]
- Ноћ музеја (енгл. Museums at Night) у Великој Британији.[16]
- Noć muzeja у Хрватској.[6]
- Ноћ музеја у Прагу (чеш. Pražská muzejní noc) у Прагу.[17]
- Ноћ музеја (рус. Ночь музеев) у Русији.[18]
- Ноћ музеја (рус. Noaptea muzeelor) у Румунији.[19]
- Ноћ музеја (шп. La Noche de los Museos) у Буенос Аиресу у Аргентини.[20]
- Ноћ музеја (фил. Gabii sa Kabilin) на Филипинима.[21]

У појединим државама, али пре свега у Немачкој и Бугарској, строго се води рачуна да се Ноћи музеја у различитим градовима организују у различитим терминима, како би се омогућила флуктуација публике и поспешио уједначен развој културног туризма.
Ноћ музеја  у Србији организује се у свим градовима истовремено, и увек у истом термину - половином маја. Прати одржавање Међународног дана музеја и Европске ноћи музеја.
Европска ноћ музеја настаје на иницијативу из Француске, да се поред бројних других, локалних, регионалних и националних ноћи музеја, постоји и једно вече у години када ће се ова манифестација истовремено организовати широм Европе.